# پنلوپه مدی
پنلوپه مدی (به انگلیسی: Penelope Maddy)، (متولد 4 ژوئیه 1950) یک فیلسوف آمریکایی است. مدی، استاد ممتاز منطق، فلسفه علم و ریاضیات در دانشگاه کالیفرنیا، ارواین (UCI) است. او به‌خاطر کارهای تأثیرگذارش در فلسفه ریاضیات، که روی رئالیسم ریاضی (به‌ویژه رئالیسم نظریه مجموعه‌ها) و طبیعت‌گرایی ریاضی کار کرده‌است، شناخته‌شده‌است.

## تحصیلات و شغل
مدی در سال ۱۹۷۹، دکترای خود را از دانشگاه پرینستون دریافت کرد. پایان‌نامه او، مجموعه رئالیسم نظری، توسط جان پی. برگس نظارت شد. او قبل از پیوستن به ارواین، در سال ۱۹۸۷، در دانشگاه نوتردام و دانشگاه ایلینوی شیکاگو تدریس کرد.
مدی در سال ۱۹۹۸ به‌عنوان عضو فرهنگستان هنر و علوم آمریکا انتخاب شد، و در سال ۲۰۰۶، انجمن ریاضی آلمان مدرک سخنرانی گاوس را به او اعطا کرد.

## کار فلسفی
کار اولیه مدی، که در واقع گرایی در ریاضیات بود، از موضع کورت گودل دفاع کرد و ریاضیات را توصیف واقعی قلمرو مستقل از ذهن می‌دانست، که ما می‌توانیم از طریق شهود خود به آن دست‌رسی پیدا کنیم. بر خلاف گودل، که همه اشیاء ریاضی را انتزاعی فرض می‌کرد، او پیشنهاد کرد که برخی از موجودات ریاضی در واقع عینی هستند. او پیشنهاد کرد که مجموعه‌ها می‌توانند از نظر علّی مؤثر باشند و در واقع همه ویژگی‌های علّی و مکانی-زمانی عناصرشان را به اشتراک بگذارند؛ بنابراین، وقتی سه فنجان روی میز می‌بینید، مجموعه را نیز می‌بینید. او از کارهای معاصر در علوم شناختی و روان‌شناسی برای حمایت از این موضع استفاده کرد و اشاره کرد که همان‌طور که در سنی خاص ما شروع به دیدن اشیاء به‌جای ادراکات حسی صرف می‌کنیم، سن خاصی نیز وجود دارد که در آن ما شروع به دیدن مجموعه‌ها می‌کنیم تا فقط اشیاء.
در دهه ۱۹۹۰، او از این موقعیت، به سوی موقعیتی که در طبیعت‌گرایی در ریاضیات توصیف شده‌است پا گذاشت. موضع «طبیعت‌گرایانه» او، مانند کواین، نشان می‌دهد که از آن‌جایی که علم تا کنون موفق‌ترین پروژه ما برای شناخت جهان بوده‌است، فیلسوفان باید روش‌های علم را در رشته خود و به‌ویژه هنگام بحث دربارهٔ علم اتخاذ کنند. همان‌طور که مدی در مصاحبه‌ای اظهار داشت: «اگر شما یک طبیعت‌گرا هستید، فکر می‌کنید که علم نباید مطابق با استانداردهای فراعلمی باشد و نیازی به تأیید فراعلمی ندارد.» با این حال، به جای یک تصویر یک‌پارچه از علوم مانند کواین، تصویر او ریاضیات را جداگانه دارد؛ یعنی ریاضیات نه مورد حمایت نیازها و اهداف علم قرار می‌گیرد و نه تضعیف می‌شود، بلکه مجاز است از معیارهای خود تبعیت کند. این بدان معناست که دغدغه‌های متافیزیکی و معرفت‌شناختی سنتی فلسفه ریاضیات نابه‌جاست. مانند ویتگنشتاین، او پیشنهاد می‌کند که بسیاری از این معماها صرفاً به‌دلیل کاربرد زبان خارج از حوزه اهمیت مناسب آن به‌وجود می‌آیند.
او به درک و توضیح روش‌هایی که نظریه‌پردازان نظریه مجموعه‌ها در توافق بر سر بدیهیات استفاده می‌کنند، می‌پردازد، به‌ویژه آن‌هایی که فراتر از نظریه مجموعه‌های تسرملو-فرانکیل هستند.

## آثار برگزیده
- «رئالیسم در ریاضیات»، انتشارات دانشگاه آکسفورد، ۱۹۹۰. شابک ‎۰−۱۹−۸۲۴۰۳۵-XISBN 0-19-824035-X[۶]
- «طبیعت‌گرایی در ریاضیات»، انتشارات دانشگاه آکسفورد، ۱۹۹۷. شابک ‎۰−۱۹−۸۲۵۰۷۵−۴ISBN 0-19-825075-4[۷]
- «فلسفه دوم»، انتشارات دانشگاه آکسفورد، ۲۰۰۷. شابک ‎۰−۱۹−۹۲۷۳۶۶−۹ISBN ۰-۱۹-۹۲۷۳۶۶-۹
- «دفاع از بدیهیات»، انتشارات دانشگاه آکسفورد، ۲۰۱۱. شابک ‎۰−۱۹−۹۵۹۶۱۸−۲ISBN ۰-۱۹-۹۵۹۶۱۸-۲
- «فیلسوفان چه می‌کنند؟ شکاکیت و تمرین فلسفه»، انتشارات دانشگاه آکسفورد، ۲۰۱۷. شابک ‎۹−۷۸−۰۱۹۰۶۱۸۶۹−۸ISBN ۹-۷۸-۰۱۹۰۶۱۸۶۹-۸
- مدی, پنلوپه (ژوئن 1988). "با اعتقاد به بدیهیات، جلد اول". مجله منطق نمادین. 53 (2): 481–511. doi:10.2307/2274520. JSTOR 2274520. (یک نسخه با اصلاحات در دست‌رس است author's web page)
- مدی, پنلوپه (سپتامبر 1988). "باور به بدیهیات، جلد دوم". مجله منطق نمادین. 53 (3): 736–764. doi:10.2307/2274569. JSTOR 2274569.